# Jackson County (Oklahoma)
Das Jackson County ist ein County im US-Bundesstaat Oklahoma. Der Verwaltungssitz (County Seat) ist Altus. Das U.S. Census Bureau hat bei der Volkszählung 2020 eine Einwohnerzahl von 24.758 ermittelt.

## Geographie
Das County liegt im Südwesten von Oklahoma, grenzt im Süden an Texas und hat eine Fläche von 2083 Quadratkilometern, wovon 4 Quadratkilometer Wasserfläche sind. Es grenzt im Uhrzeigersinn an folgende Countys: Greer County, Kiowa County, Tillman County, Wilbarger County (Texas), Hardeman County (Texas) und Harmon County.

## Geschichte

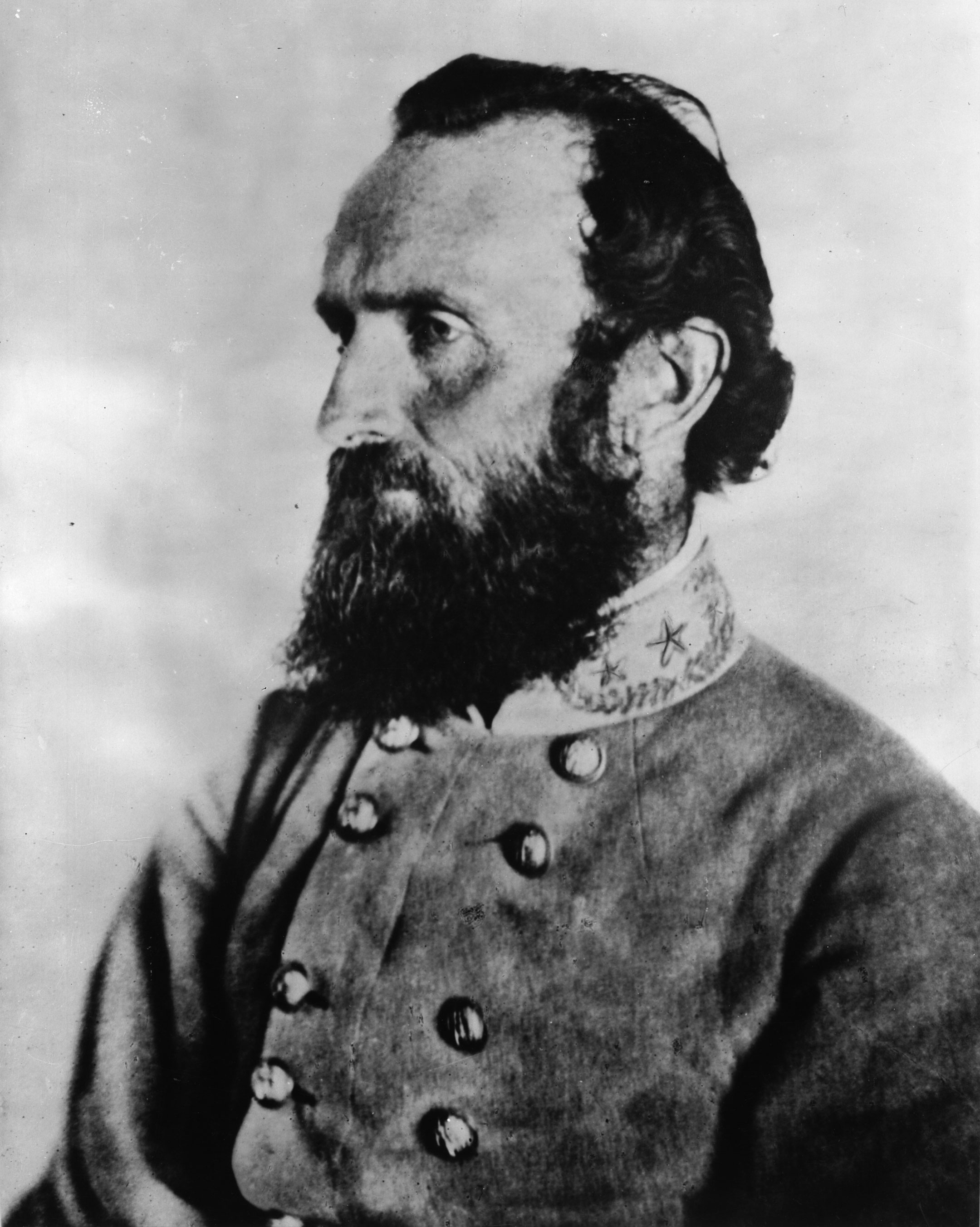
Thomas Jonathan Jackson

Jackson County wurde am 16. Juli 1907 aus Teilen des Greer County und des Oklahoma-Territoriums gebildet. Benannt wurde es nach Thomas Jonathan Jackson, einem General der Konföderierten Staaten von Amerika.
Zehn Bauwerke und Stätten des Countys sind im National Register of Historic Places (NRHP) eingetragen (Stand 2. Juni 2018).

## Demografische Daten

Alterspyramide des Jackson County

Nach der Volkszählung im Jahr 2000 lebten im Jackson County 28.439 Menschen in 10.590 Haushalten und 7.667 Familien. Die Bevölkerungsdichte betrug 14 Einwohner pro Quadratkilometer. Ethnisch betrachtet setzte sich die Bevölkerung zusammen aus 76,14 Prozent Weißen, 8,03 Prozent Afroamerikanern, 1,74 Prozent amerikanischen Ureinwohnern, 1,16 Prozent Asiaten, 0,17 Prozent Bewohnern aus dem pazifischen Inselraum und 9,34 Prozent aus anderen ethnischen Gruppen; 3,42 Prozent stammten von zwei oder mehr Ethnien ab. 15,63 Prozent der Bevölkerung waren spanischer oder lateinamerikanischer Abstammung.
Von den 10.590 Haushalten hatten 38,1 Prozent Kinder unter 18 Jahre, die im Haushalt lebten. 57,8 Prozent waren verheiratete, zusammenlebende Paare, 10,7 Prozent waren allein erziehende Mütter. 27,6 Prozent waren keine Familien, 24,2 Prozent waren Singlehaushalte und in 9,7 Prozent der Haushalte lebten Menschen im Alter von 65 Jahren oder darüber. Die durchschnittliche Haushaltsgröße betrug 2,61 und die durchschnittliche Familiengröße betrug 3,11 Personen.
29,2 Prozent der Bevölkerung waren unter 18 Jahre alt, 10,3 Prozent zwischen 18 und 24, 29,0 Prozent zwischen 25 und 44, 19,6 Prozent zwischen 45 und 64 und 11,9 Prozent waren 65 Jahre oder älter. Das Durchschnittsalter betrug 33 Jahre. Auf 100 weibliche Personen kamen 99,1 männliche Personen. Auf 100 Frauen im Alter von 18 Jahren oder darüber kamen 94,8 Männer.
Das jährliche Durchschnittseinkommen eines Haushalts betrug 30.737 USD und das durchschnittliche Einkommen einer Familie betrug 38.265 USD. Männer hatten ein durchschnittliches Einkommen von 28.240 USD gegenüber den Frauen mit 19.215 USD. Das Prokopfeinkommen betrug 15.454 USD. 13,6 Prozent der Familien und 16,2 Prozent der Bevölkerung lebten unterhalb der Armutsgrenze.